# Вест, Франц
Франц Вест (нем. Franz West, 16 февраля 1947, Вена — 26 июля 2012, Вена) — современный австрийский художник.

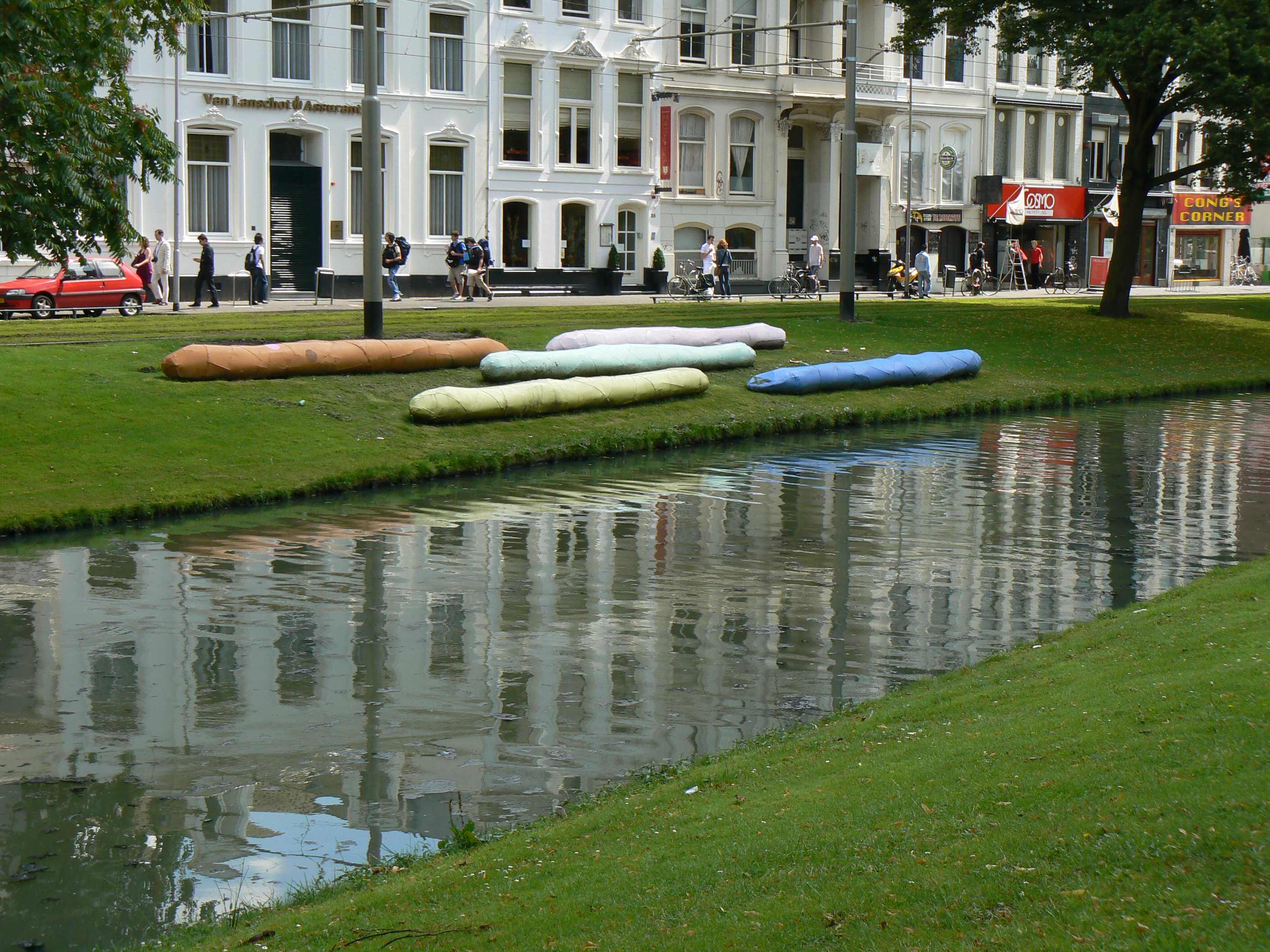
Франц Вест, Qwertz (2001), Роттердам, Голландия

Супруга - Сирбиладзе, Тамуна.

## Образование
- 1977—1982 Академия изобразительных искусств, Вена

## Творчество

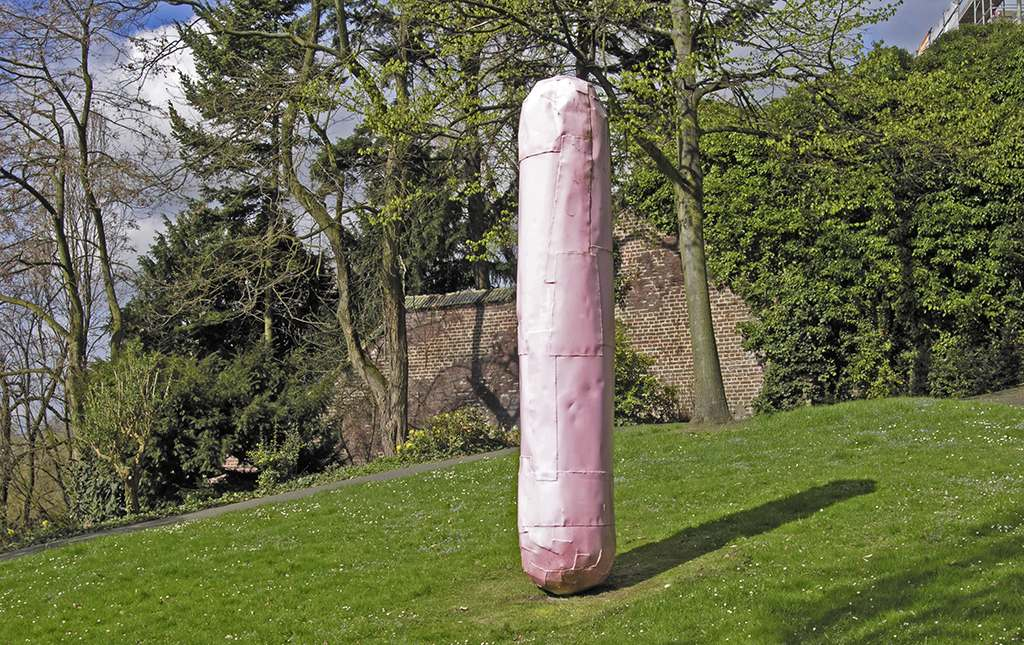
Flause (1998)

Вест начал карьеру в середине 1960-х в Вене, когда местное движение, венский акционизм, было в полном разгаре. В начале 1970-х Вест начал делать серии маленьких скульптур, названных «Adaptives» («Paßtücke»). Это были объекты, которые считались завершенными художественными произведениями, когда зритель брал их и переносил или совершал ряд других действий. Во многих отношениях крупномасштабные алюминиевые скульптуры Веста являются увеличенными вариантами «Adaptives.» Вест также создавал красочные мягкие диваны и кресла, которые трансформируют музеи и галереи в комфортабельный энвайронмент. Вест участвовал в выставках по всему миру, он принимал участие в Документе IX (1992) и Документе X (1997), Кассель, Германия; Венецианских биеннале (1988, 1993, 1997, 2003).

## Персональные выставки
| - 2009 To Build a House You Start with the Roof: Work, 1972—2008, Los Angeles County Museum of Art, Лос-Анджелес - 2008 Franz West — The Baltimore Museum of Art, Балтимор - 2008 Antwerp Sculpture Show — Tim Van Laere Gallery, Антверпен - 2008 Franz West — Museum für angewandte Kunst (MAK), Вена - 2008 Paßstück, Gagosian Gallery, Нью-Йорк - 2008 Franz West: Asymmetrische Kunst, Galerie Eva Presenhuber, Цюрих - 2007 Franz West — Galerie Bärbel Grässlin, Франкфурт - 2007 Franz West — Die Macht der Frauen — Galerie Meyer Kainer, Вена - 2007 Galeria Mário Sequeira, Брага - 2006 Desplacement and condensation, Gagosian Gallery, Лондон - 2006 Franz West — Galerie Eva Presenhuber, Цюрих - 2006 Franz West — Galerie Gisela Capitain, Кёльн - 2005 Sale, Gagosian Gallery, Беверли-Хиллз - 2005 Franz West — Vancouver Art Gallery, Ванкувер - 2005 Dinge und Menschen — Galerie Bärbel Grässlin, Франкфурт - 2004 Franz West: early work — Zwirner & Wirth, Нью-Йорк - 2004 Franz West: Recent Sculptures — Albright-Knox Art Gallery, Буффало | - 2004 Franz West — Selbstbeschriebung — Galería Juana de Aizpuru, Мадрид - 2004 Hurdy Gurdy — James Kelly — Contemporary, Санта-Фе - 2004 Franz West — Bernier/Eliades Gallery, Афины - 2004 Franz West — Am Brunnen vor dem Tore, Galerie Meyer Kainer, Вена - 2003 Franzwestite — Franz West — works 1973—2003 — Whitechapel Art Gallery, Лондон - 2003 Franz West — We’ll not carry coals — Кунстхаус Брегенц, Брегенц - 2003 Franz West — Galerie Eva Presenhuber, Цюрих - 2003 Franz West — Galerie Gisela Capitain, Кёльн - 2003 Sisyphos: Litter And Waste, Gagosian Gallery, Нью-Йорк - 2002 Franz West: Merciless — Massachusetts Museum of Contemporary Art — MASS MoCA, Норт Адамс - 2002 Franz West — Galerie Eva Presenhuber, Цюрих - 2001 Franz West — Appartement — Deichtorhallen, Гамбург - 2001 Franz West: Gnadenlos — Museum für angewandte Kunst, Вена - 2001 Franz West, Gagosian Gallery, Лондон - 2001 Franz West — 2Topia — Wexner Center for the Arts, Колумбус - 2001 Franz West — Obsorge — Kunsthaus Zug, Цуг - 2001 Franz West — In der Schweiz — Galerie Meyer Kainer, Вена | - 2001 Franz West -Alpenglühn — Galerie Bärbel Grässlin, Франкфурт - 2000 Franz West — In & Out — ZKM \| Центр искусств и медиатехнологий (Zentrum für Kunst und Medientechnologie Karlsruhe), Карлсруэ - 2000 Franz West — Galerie Gisela Capitain, Кёльн - 2000 Galerie Elisabeth & Klaus Thoman FRANZ WEST — Die Aluskulptur — Galerie Elisabeth & Klaus Thoman, Иннсбрук - 2000 Franz West — Pre-Semblance and The Everyday, The Renaissance Society at The University of Chicago, Чикаго - 1999 Franz West — Creativity: Furniture Reversal — Galerie Sabine Knust — Maximilian Verlag, Мюнхен - 1999 Franz West — New Sculptures and Installations — David Zwirner, Inc., Нью-Йорк - 1999 Franz West — Rooseum Center for Contemporary Art, Мальмё - 1997 Franz West — Galerie Gisela Capitain, Кёльн - 1996 Franz West — Kombi — Künstlerhaus Palais Thurn & Taxis BV:BKV, Брегенц - 1996 Franz West — David Zwirner, Inc., Нью-Йорк - 1994 Lisson Gallery Franz West — Lisson Gallery, Лондон - 1994 Franz West — Home Elements (A Retrospective) — David Zwirner, Inc., Нью-Йорк - 1993 Franz West — David Zwirner, Inc., Нью-Йорк - 1990 Franz West — Rhona Hoffman Gallery, Чикаго - 1988 Franz West — schöne Aussicht — Portikus, Франкфурт |

## Публичные коллекции
| - Кунстхаус Брегенц, Брегенц - Neue Galerie Graz am Landesmuseum Joanneum, Грац - Sammlung Essl — Kunsthaus, Клостернойбург - Landesgalerie am Oberösterreichischen Landesmuseum, Линц - Lentos Kunstmuseum Linz, Линц - Museum Liaunig, Neuhaus - Museum der Moderne Salzburg, Зальцбург - Niederösterreichisches Landesmuseum, St. Pölten - Österreichischer Skulpturenpark, Унтерпремстеттен - Albertina, Вена - Augarten Contemporary (vormals Atelier Augarten), Вена - BA-CA Kunstforum Wien, Вена - Generali Foundation, Вена - Museum Moderner Kunst Stiftung Ludwig — MUMOK , Вена - Museum für angewandte Kunst (MAK), Вена - Volpinum Kunstsammlung, Вена | - Middelheim Museum, Антверпен - Vanhaerents Art Collection, Брюссель - SMAK Stedelijk Museum voor Actuele Kunst, Гент - FRAC — Nord-Pas de Calais, Dunkerque - FRAC — Limousin, Limoges - FRAC — Languedoc-Roussilon, Montpellier - FRAC — Ile-de-France Le Plateau, Париж - Centre Pompidou — Musée National d´Art Moderne, Париж - FRAC — Champagne-Ardenne, Reims - Hamburger Bahnhof, Museum für Gegenwart, Берлин - K21 Kunstsammlung Nordrhein-Westfalen — im Ständehaus, Дюссельдорф - Центр искусств и медиатехнологий (Zentrum für Kunst und Medientechnologie Karlsruhe), Карлсруэ - Galerie für Zeitgenössische Kunst — GfZK, Лейпциг - Städtisches Museum Abteiberg, Мёнхенгладбах | - Kunstraum Grässlin, St. Georgen - Zerynthia, Рим - MUDAM — Musée d’Art Moderne Grand-Duc Jean, Люксембург - Bonnefanten Museum, Маастрихт - CAC Centro de Arte Contemporáneo Malága, Малага - Tate Modern, Лондон - Albright-Knox Art Gallery, Буффало - MOCA Grand Avenue, Лос-Анджелес - The Margulies Collection, Майами - Rubell Family Collection, Майами - Walker Art Center, Миннеаполис - MoMA — Museum of Modern Art, Нью-Йорк - The West Collection, Oaks, PA - Saint Louis Art Museum, Сент-Луис - Hirshhorn Museum and Sculpture Garden, Вашингтон |